# Amica
Amica S.A. er en polsk virksomhed, der producerer køkkenudstyr, herunder køleskabe, køkkenovne, komfurer m.v. Amica S.A. er indehaver af den danske producent af køleudstyr Gram.
Hovedkontoret er beliggende i byen Wronki.
Selskabets aktier er noteret på den polske fondsbørs.

## Eksterne links
- Selskabsprofil på ft.com

| Firma | Spire Denne artikel om et firma eller en virksomhed er en spire som bør udbygges. Du er velkommen til at hjælpe Wikipedia ved at udvide den. |